# Местоимение (словенски език)

## Субстантивни местоимения (Samostalniški zaimek)
Субстантивните местоимения в словенския език могат да заместват съществителни и прилагателни имена в изреченията.

### Лично местоимение (Osebni zaimek)
Личното местоимение означава говорещ (аз), слушател (ти) или трето лице (то). Личните местоимения в словенск имат особено склонение, като за всяко местоимение има различни форми. С наклонена черта (/) се отделят формите за мъжки, женски и среден род (в случай, че има такива).
Първо лице (аз, ние двамата, ние):
|   | Ед.ч.            | Дв.ч.                                             | Мн.ч.        |
| 1 | jaz              | midva / midve / medve / midve / medve             | mi / me / me |
| 2 | mene / me        | naju (dveh) / nas dveh                            | nas          |
| 3 | meni / mi        | nama (dvema)                                      | nam          |
| 4 | mene / me / -me  | naju (dva / dve / dve) / nas (dva / dve / dve)    | nas          |
| 5 | pri meni         | pri naju (dveh) / pri nas dveh / pri nama (dvema) | pri nas      |
| 6 | z menoj / z mano | z nama (dvema)                                    | z nami       |

Второ лице (ти, вие двамата, вие):
|   | Ед.ч.            | Дв.ч.                                             | Мн.ч.        |
| 1 | ti               | vidva / vidve / vedve / vidve / vedve             | vi / ve / ve |
| 2 | tebe / te        | vaju (dveh) / vas (dveh)                          | vas          |
| 3 | tebe / ti        | vama (dvema)                                      | vam          |
| 4 | tebe / te / -te  | vaju (dva / dve / dve) / vas (dva / dve / dve)    | vas          |
| 5 | pri tebi         | pri vaju (dveh) / pri vas dveh / pri vama (dvema) | pri vas      |
| 6 | s teboj / s tabo | z vama (dvema)                                    | z vami       |

Трето лице мъжки род (той, те двамата, те):
|   | Ед.ч.                  | Дв.ч.                                           | Мн.ч.                   |
| 1 | on                     | onadva / ona                                    | oni                     |
| 2 | njega / ga             | njiju / ju / jih / njih (dveh) / nju / -nju     | njih / jih              |
| 3 | njemu / mu             | njima (dvema) / jima                            | njim / jim              |
| 4 | njega / ga / -nj, -enj | njiju / ju / jih / njih (dva) / nju / -nju      | njih / nje / jih / -nje |
| 5 | pri njem               | pri njiju / pri njih (dveh) / pri njima (dvema) | pri njih                |
| 6 | z njim                 | z njima (dvema)                                 | z njimi                 |

Трето лице женски род (тя, те двете, те):
|   | Ед.ч.              | Дв.ч.                                           | Мн.ч.                   |
| 1 | ona                | onedve                                          | one                     |
| 2 | nje / je           | njiju / ju / jih / njih (dveh) / nju / -nju     | njih / jih              |
| 3 | njej / nji / ji    | njima (dvema) / jima                            | njim / jim              |
| 4 | njo / jo / -njo    | njiju / ju / jih / njih (dve) / nju / -nju      | njih / nje / jih / -nje |
| 5 | pri njej / pri nji | pri njiju / pri njih (dveh) / pri njima (dvema) | pri njih                |
| 6 | z njo              | z njima (dvema)                                 | z njimi                 |

Трето лице среден род (то, те двете, те):
|   | Ед.ч.                         | Дв.ч.                                           | Мн.ч.                   |
| 1 | ono                           | onidve / onedve                                 | ona                     |
| 2 | njega / ga                    | njiju / ju / jih / njih (dveh) / nju / -nju     | njih / jih              |
| 3 | njemu / mu                    | njima (dvema) / jima                            | njim / jim              |
| 4 | ono / njega / ga / -nj / -enj | njiju / ju / jih / njih (dve) / nju / -nju      | njih / nje / jih / -nje |
| 5 | pri njem                      | pri njiju / pri njih (dveh) / pri njima (dvema) | pri njih                |
| 6 | z njim                        | z njima (dvema)                                 | z njimi                 |

Забележка: Формите за винителен падеж, започващи с - се срещат само в съставни думи. Например:
- Zanj mi je dal denar. (За него ми даде парите.)
- Za njega mi je dal denar. (същото, но логическото ударение пада върху формата за 2 лице)
- Zase mi je dal denar. (За себе си ми даде парите.)
- Sledili smo jim. (Следвахме ги.)
- Jaz mislim drugače. (Аз мисля иначе.)
- Spodbudili smo jih, da naj se pokažejo vredne našega zaupanja, a so nas nesramno zavrnili. (Насърчихме ги да покажат, че са достойни за нашето доверие, но те безсрамно ни отказаха.)
- Nanjo se je zgrnila ena nesreča za drugo. (Сполетяха я нещастие след нещастие.)
- Da bi le njim to lahko dopovedali! (Само ако можехме да ги убедим!) (макар че в превода местоимението е във винителен падеж, на словенски то е в дателен и върху него пада логическото ударение)
- Zame ni več rešitve: pogubljena sem. (За мен вече няма решение: обречена съм.)
- Pogledal ga je s kancem ironije v očeh. (Погледна го с малко ирония в очите.)
- Pogledal je njega. (Погледна него.) (логическо ударение върху него)

Забележка: Формите на личните местоимения за именителен падеж обикновено не се използват в изреченията, а само ако логическото ударение пада върху подлога, особено ако е в 1 л. ед.ч. (jaz – аз). Причина за рядкото използване на тези форми е наличието на глаголни форми за всяко лице и число.

#### Лично възвратно местоимение (Povratni osebni zaimek)
Възвратното местоимение в словенски е se или sebe. Личното възвратно местоимение е характерно с липсата на форма за иминителен падеж. Освен това, има еднаква форма за всички лица и числа, променя се само по падеж. Se (sebe) е формата за винителен падеж на възвратното местоимение.
Примери:
- Дателен падеж: umivam si roke (Мия си ръцете; на английски: I am washing my hands; на немски: Ich wasche mir die Hände)
- Винителен падеж: umivam se (Мия се; на английски: I am washing myself; на немски: Ich wasche mich)
- Дателен падеж: umivate si roke (Миете си ръцете; на английски: You are washing your hands; на немски: Sie waschen sich die Hände)
- Винителен падеж: umivate se (Миете се; на английски: You are washing yourselves; на немски: Sie waschen sich).

Понякога възвратното местоимение в словенски може да бъде заменено с фразата drug drugega (един на друг), подобно на английски (each other, one another) или на немски (einander). Например: Drug drugemu umivata roke. (Един на друг си мият ръцете; на английски: The two of them are washing each other's hands; на немски: Sie waschen einander die Hände) или Umivata drug drugega. (Те двамата се мият един друг; The two of them are washing each other, или на немски: Sie waschen einander) (на български в този случай се използва възвратен глагол).
Формата за винителен падеж se може да се свързва с предлозите, както и при другите лични мрестоимения, а именно:
- Nase je nanesla lepotilno kremo. (Намаза се с крем за разхубавяване.)
- Ampak ko dela zase, dela učinkovito. (Обаче като работи за себе си, работи ефективно.)

Други падежи и примери:
- Sebi gradi grobnico. (За себе си строи гробница.) (с логическо ударение върху за себе си)
- Gradi si grobnico. (строи си гробница)
- S sabo/seboj ni zadovoljna. (Не е доволна от себе си.) (творителен падеж)
- Najprej počisti pri sebi, potlej šele kritiziraj druge! (Първо почисти при себе си (у дома си и т.н.), а после критикувай другите!) (местен падеж)
- Ko je videl odsev sebe v ogledalu, mu je ta pogled povsem pokvaril dan. (Когато видя отражението от себе си в огледалото, този поглед съвсем му развали деня.) (родителен падеж, но много по-добре ще звучи на словенски, ако се използва притежателно местоимение: Ko je videl svoj odsev v ogledalu... (Когато видя своето отражение в огледалото...))

### Въпросително местоимение (Vprašalni zaimek)
Субстантивните въпросителни местоимения служат за задаване на преки и косвени въпроси. Има две форми за именителен падеж: kdo (кой) и kaj (какво, що). Те се скланят както е показано в Падежи по-горе.
- Kaj je ta stvar, ki se premika? (Какво е това нещо, което се движи?)
- Vprašal sem ga, o kom je bil govoril. (Попитах го за кого беше говорил.)
- Komu naj dam to? (На кого трябва да дам това?)
- Česa ne smem storiti? (Какво не бива да правя?)

### Относително местоимение (Oziralni zaimek)
Субстантивните относителни местоимения окончават на -r: kdor (който), kar (каквото, което).
1. kdor | kar
2. kogar | česar
3. komur | čemur
4. kogar | kar
5. pri komer | pri čemer
6. s komer | s čimer

- Kdor krade, ni pošten. (Който краде не е почтен.)
- Kar poveš, tega ne moreš več obvladovati. (Каквото кажеш, него не можеш вече да управляваш.)
- Odrekli so ji možnost do izbire odvetnika, s čimer je bila kršena njena ustavna pravica. (Лишиха я от възможността да избере адвокат, с което беше нарушено конституционното ѝ право.)

### Относителни местоименияkiиkateri
Относителните местоимения ki и kateri служат за въвеждане на подчинени изречения. Когато връзката е в именителен, родителен, дателен или винителен падеж без предлог, вместо kateri в съответната падежна форма, обичайно се използва неизменяемото ki:
- Gospod, ki zdaj govori, je naš profesor. (Господинът, който говори сега, е нашият учител)
- Gospa, ki zdaj govori, je naš profesorica. (Госпожата, която говори сега, е нашата учителка)
- Gospoda, ki se zdaj pogovarjata, sta naša profesorja. (Двамата господа, които разговарят сега, са наши учители)
- Gospodje, ki se zdaj pogovarjajo, so naši profesorji. (Господата, които разговарят сега, са наши учители)
- Gospod, ki ga ne poznam, je stopil v avtobus. (Господинът, когото не познавам, влезе в автобуса)
- Gospa, ki je ne poznam, je stopila v avtobus. (Госпожата, която не познавам, влезе в автобуса)
- Gospod ki mu pišem, živi v Ljubljani. (Господинът, на когото пиша, живее в Любляна)
- Gospod, ki ga učim slovensko, je Bolgar. (Господинът, когото уча на словенски, е българин)
- Gospa, ki jo učim slovensko, je Bolgarka. (Госпожата, която уча на словенски, е българка)

Ако връзката е в местен или творителен падеж, или в друг падеж с предлог, се използва kateri в съответната падежна форма:
- Gospa, za katero sem kupil rože, je naša profesorica. (Госпожата, за която купих цветя, е наша учителка)
- Gospod, o katerem govorimo, zna dobro angleško. (Господинът, за когото говорим, знае добре английски)
- Gospa, o kateri govorimo, zna dobro angleško. (Госпожата, за която говорим, знае добре английски)
- Gospod, s katerim smo potovali, uči tuje jezike. (Господинът, с когото пътувахме, преподава чужди езици)

В разговорния език и в поезията има отклонение от това правило, напр.:
- Mlade oči so vsake oči, ki v njih plameni svetloba pomladi. (вм. v katerih) (Млади очи са всички очи, в които пламти светлината на пролетта) (Dušan Velkaverh, Mlade oči)

### Отрицателно местоимение (Nikalni zaimek)
Субстантивните отрицателни местоимения се образуват с помощта на представката ni-: nihče (никой), nič (нищо) (подобно на тях се образуват и наречията nikjer (никъде), nikoli (никога), nikdar (никога), но те не са местимения и са неизменяеми).
Отрицателното местоимение изисква отрицателно сказуемо, като се получава т.нар. двойно отрицание, характерно за славянските езици.
- Nihče me nikoli ni maral. (Никой никога не ме е харесвал.)
- Nikjer ni nikogar. (Никъде няма никого.)
- Nič ni resnično. (Нищо не е реално.)
- Od nikogar ne želim ničesar. (От никого нищо не искам.)
- Nikogaršnja neolikanost ni nikdar in nikjer in na nikakršen način nikomur pridobila nič drugega kot neodobravanje. (Ничия непристойност никъде, никога и по никакъв начин на никого не е донесла нищо друго, освен неодобрение.

### Определително местоимение (Celostni zaimek)
Субстантивните определителни местоимения в словенски са: vsakdo (всеки, всякой) и vse (всичко). Vsak (всеки) е местоимение-прилагателно, което функционира и като субстантивно, и се скланя според склонението на прилагателните. В това число спадат и vsakateri (-e, -a) (всеки) и vsakteri (-e, -a) (всеки), които са архаични и не се използват в съвременния словенски.
Склонение:
1. vsakdo | vse
2. vsakogar | vsega
3. vsakomur | vsemu
4. vsakogar | vse
5. pri vsakomer | pri vsem
6. z vsakomer | z vsem

- Vsemu so namenjali pozornost. (Към всичко се отнасяха с внимание.)
- Vsakogar bodo vrgli iz službe, če ne bo izpolnjeval zahtev.

### Неопределително местоимение (Nedoločni zaimek)
Субстантивните неопределителни местоимение са местоимения, образувани с предствака ne-: nekdo (някой), nekaj (нещо). Неопределителните местоимения се отнасят към непознати или нарочно неспоменати лица или предмети. Склонението им е като на kdo и kaj.
- Nekoga so videli stati ob oknu, a niso mogli ugotoviti, kdo bi to lahko bil. (Видяха някой да стои на прозореца, но не можаха да установят кой беше това.)
- Zgodilo se je nekaj strašnega! (Стана нещо страшно!)
- Zataknilo se jima je pri nečem, a nikakor se ne morem spomniti, pri čem. (Запънаха се на нещо, но по никакъв начин не мога да си спомня на какво.)
- Nekdo prihaja. Skrijmo se. (Някой идва. Да се скрием.)

### Неопределено местоимение (Poljubnostni zaimek)
Субстантивните неопределени местоимения kdo (някой, който и да е) и kaj (нещо, каквото и да е), се отнасят към което и да било лице или който и да било предмет. Скланят се по същия начин, по който се скланят, когато са с въпросителен смисъл.
- Sporoči mi, prosim, če se bo kaj spremenilo. (Моля те, съобщи ми, ако нещо (каквото и да било) се промени.)
- Seveda dvomim o čem: kaj to ni normalno? (Разбира се, колебая се за нещо: не е ли нормално това?)
- Česa podobnega še nisem videl! (Никога не съм виждал нещо подобно!)
- Uporabi klorovodikovo kislino ali kaj drugega, da nevtraliziraš to bazo. (Използвай хлороводородна киселина или нещо друго, за да неутрализираш тази основа.)
- Denar, ki si ga kdo sposodi, seveda ni njegov, pač pa z njim le upravlja. (Парите, които някой взема назаем, не са негови, но той се разпорежда с тях.)
- Naj stopi kdo vendar do tega DJ-ja in ga nekajkrat lopne po glavi. (Нека някой отиде при този диджей и го халоса няколко пъти по главата.)
- Ojej, kakšne lepe govorice! O tem se res moram s kom pogovoriti. (Леле, какви хубави новини! Наистина трябва да поговоря с някого за това.)

В някои случаи, но не винаги и не в книжовния език, неопределителните и неопределените местоимения са взаимозаменяеми.

#### Относително неопределено местоимение (Oziralni poljubnostni zaimek)
Субстантивните относителни неопределителни местоимения kdorkoli или kdor koli (който и да [е]) и karkoli или kar koli (каквото и да [е]) са много близки по значение с неопределените местоимения. Скланят се като относителните местоимения, като -koli или  koli се добавя накрая (kdorkoli, kogarkoli и т.н.). Начинът на писане – слято или разделно – е по избор, но в един текст трябва да се спазва само единият от двата.
- Kdorkoli pokliče 112, mora znati povedati, kaj je narobe. (Който и да [бъде този, който] позвъни на 112, [той] трябва да знае как да обясни какво [лошо] се е случило.)
- Kogarkoli poslušam od teh politikov, vsi govorijo iste neumnosti. (Който и политик да слушам, все същите глупости говори.)
- Karkoli stori, stori to dobro. (Каквото и да върши, върши го добре.)

### Количествено местоимение (Mnogostni zaimek)
Субстантивните количествени местоимения означават множество лица или предмети, макар че в словенски са в единствено число: marsikdo (много [хора]) и marsikaj (много [неща]) (или mnogokdo и mnogokaj, които се използват по-рядко). В словенски има и количествени местоимения, които означават малко хора или неща: redkokdo, redkokaj, malokdo, malokaj. Склонението на тези местоимения е по модела на kdo и kaj.
- Marsikdo pravi, da je lepše živeti na deželi, a jaz jim seveda ne verjamem. (Много хора казват, че е по-хубаво да се живее в провинцията, но аз, разбира се, не им вярвам.)
- Res je, da marsičesa ne vem, pa vendar veš ti še mnogo manj. (Вяено е, че не знам много неща, но ти знаеш още по-малко.)
- Z marsičim je že bila obdarjena, a česa takšnega, kar ji je prinesel egiptovski odposlanec, ni bila nikdar poprej še videla. (Беше дарявана с много неща, но такова нещо, каквото донесе египетският пратеник, тя никога преди това не беше виждала.)
- Redkokdo bi priznal, da je storil takšno napako. (Малко хора биха си признали, че са направили такава грешка.)
- Mnogokaj mi je šlo po glavi, a bolje je, da ne povem, kaj. (Много неща ми минаха през главата, но по-добре е да не казвам какви.)
- Maločesa se loti, če ve, da se popolnosti pri stvari ne da doseči. (Залавяше се за малко неща, като знаеше, че не може да се постигне съвършенство в дадено нещо.)

## Местоимения-прилагателни (Pridevniški zaimek)

### Притежателно местоимение (Osebni svojilni zaimek)
притежателните местоимения означават притежание върху лице или предмет. С наклонена черта са отделени формите за различните родове, ако имат различни окончания.
Пример за първо лице единствено число (I):
|   | Ед.ч.                              | Дв.ч.              | Мн.ч.              |
| 1 | moj / moja / moje                  | moja / moji / moji | moji / moje / moja |
| 2 | mojega / moje / mojega             | mojih              | mojih              |
| 3 | mojemu / moji / mojemu             | mojima             | mojim              |
| 4 | mojega / mojo / moje               | moja / moji / moji | moje / moje / moja |
| 5 | pri mojemu / pri moji / pri mojemu | pri mojih          | pri mojih          |
| 6 | z mojim / z mojo / z mojim         | z mojima           | z mojimi           |

Склонението на другите притежателни местоимения е същото (окончанията са същите), само moj- трябва да се замести с:
- najin- за първо лице двойствено число
- naš- за първо лице множествено число
- tvoj- за второ лице единствено число
- vajin- за второ лице двойствено число
- vaš- за второ лице множествено число
- njegov- за трето лице единствено число, за съществителни от мъжки и среден род
- njen- за трето лице единствено число, за съществителни от женски род
- njun- за трето лице двойствено число
- njihov- за трето лице множествено число

Примери в изречения:
- Moj bog pravi drugače! (Моят бог казва иначе!)
- Njegove oči so kot kupi koruze na polju. (Неговите очи са като копи царевица на полето.)
- Letalo je bilo last vojske in njene države. (Самолетът беше собственост на армията и на нейната държава.)
- Vaše kraljevo veličanstvo, klanjam se pred Vami. (Ваше кралско величество, покланям се пред Вас.)
- Cerkev je njen grob na pokopališču prodala, kajti njeni potomci niso imeli dovolj denarja, da bi plačali pristojbino. (Църквата продаде нейния гроб на фробощето, тъй като нейните наследници нямаха достаъчно пари, за да плащат таксата.)
- S tvojim avtom smo šli: saj ne zameriš, kajne? (Отидохме с твоята кола, нали нямаш нищо против?)

#### Възвратно притежателно местоимение (Povratni svojilni zaimek)
Възвратно притежателно местоимение, svoj се отнася към подлога на изречението. Скланя се както обикновените притежателни местоимения.
- Stopam v svojo sobo. (Влизам в своята стая.) – Stopam v mojo sobo. се счита неправилно.
- Kupili so jim lepo darilo; vso svojo domiselnost so vložili v njegovo izbiranje. (Купиха им хубав подарък; в неговото избиране вложиха цялата си изобретателност.)
- Svojega leva je pustila na dežju. (Тя остави своя лъв на дъжда.)

Обикновеното притежателно местоимение и възвратното притежателно местоимение имат различен смисъл и затова не бива да се смесват. Например:
- Njeno brisačo je vzela v kopalnico. (Тя взе нейната [на друга жена] кърпа в банята.)
- Svojo brisačo je vzela v kopalnico. (Тя взе своята кърпа в банята.)

### Нелични притежателни местоимения (Neosebni pridevniški zaimki)
|                                                     | Качествени (Kakovostni)               | Релационни (Vrstni)                | Притежателни (Svojilni)           | Количествени (Količinski)    |
| --------------------------------------------------- | ------------------------------------- | ---------------------------------- | --------------------------------- | ---------------------------- |
| Въпросителни (Vprašalni)                            | kakšen, kolikšen (какъв, колкав)      | kateri (кой, какво)                | čigav (чий)                       | koliko (колко)               |
| Относителни (Oziralni)                              | kakršen (какъвто)                     | kateri, ki (който)                 | čigar, katerega (чийто)           | kolikor (колкото)            |
| Отрицателни (Nikalni)                               | nikakršen (никакъв)                   | noben, nobeden (никой, никакъв)    | nikogar, ničesar (ничий)          | nič, noben (николко)         |
| Определителни (Celostni)                            | vsakršen (всякакъв)                   | vsak (всеки)                       | vsakogar, vsega (на всекиго)      | ves (всичкият)               |
| Неопределителни (Nedoločni)                         | nekak(šen) (някакъв)                  | neki (някой)                       | nekoga, nečesa (на някого, нечий) | nekoliko (няколко)           |
| Неопределени (Poljubnostni)                         | kak(šen) (някакъв)                    | kateri (някой)                     | čigav (нечий)                     | koliko (няколко)             |
| Относителни неопределителни (Oziralni poljubnostni) | kakršenkoli (какъвто и да е)          | katerikoli (който и да е)          | čigarkoli (чийто и да е)          | kolikorkoli (колкото и да е) |
| Количествени (Mnogostni)                            | marsikak(šen) (всякакъв, всевъзможен) | marsikateri (много)                | marsičigav                        | dokaj, precej (доста)        |
| Диференциални (Drugostni)                           | drugačen (по-друг, различен)          | drug (друг)                        | drugega (на някой друг)           | ne toliko (не толкова)       |
| За еднаквост (Istostni)                             | enak (еднакъв)                        | isti (същ)                         | istega (на същия)                 | enako (еднакво)              |
| Показателни (Kazalni)                               | tak(šen) (такъв)                      | ta, tisti, oni (този, онзи, онези) | tega (на този)                    | toliko (толкова)             |

Количествените местоимения-прилагателни са несклоняеми. Всички останали се скланят по обичайния начин.
Примери:
- Čeprav mi je tisti avtobus bolj všeč, moram na tega, kajti tisti drugi vozi v drugo smer. (Макар че харесвам онзи автобус повече, трябва да се кача на този, защото онзи, другият пътува в друга посока.)
- Mnogokakšna želja se mi je že uresničila, vendar mi je marsikatera prinesla tudi kakšne stranske neprijetnosti. (Много желания ми се сбъднаха, обаче много (на словенски е в ед.ч. ) ми донесоха някои допълнителни неприятности.)
- Vlak, ki smo ga videli, je pravzaprav tisti, na katerega bi se bili morali usesti. (Влакът, който видяхме, всъщност е онзи, на който трябваше да се качим.)
- čigav svinčnik je to? (Чий е този молив?)
- Nekakšna radirka je bila nameščena na drugem koncu. (Някаква гума е поставена на другия край.)
- Enak kalkulator imam kot ti. (Имаме еднакви елки. (буквално: Имам еднаква като твоята елка))
- Vzemi mnenje, katerega ne odobravaš, in ga poskusi spremeniti. (Вземи мнение, което не одобряваш, и се опитай да го промениш.)
- Nekoliko pozni ste, a nič ne de. (Малко закъсняхте, но няма значение.)
- Zaradi nekega bedaka mi je vsako letalo ušlo. (Заради някакъв глупак изпуснах всички (на словенски е в ед.ч. ) самолети.)
- Toliko truda za nič  učinka. (Толкова труд – никакъв ефект.)